# Sulamith Messerer
Sulamith Mijáilovna Messerer, OBE (en ruso: Сулами́фь Миха́йловна Мессере́р; Moscú, 27 de agosto de 1908-Londres, 3 de junio de 2004) fue una bailarina, maestra y coreógrafa rusa que sentó las bases del ballet clásico en Japón.

## Biografía
Sulamith Messerer nació en la familia judía lituana del dentista Méndel Bérkovich Messerer y su esposa Sima Moiséievna Shabad, y fue una de nueve hijos. Cada niño recibió un nombre bíblico: Pnina, Azariah, Mattany, Rachel, Asaf (o Assaf), Elisheva, Sulamith (o Shulamith), Emanuel, Abinadab y Erella. Su hermano Azari Azarin y su hermana Rachel Messerer fueron actores; su hermano Asaf Messerer fue bailarín de ballet y coreógrafo, se hizo famoso y, junto a ella, comenzaron una dinastía de destacados bailarines y maestros de ballet.
Sulamith estudió desde los 8 años en la Escuela de Ballet de Moscú con Vasili Tijomírov y Elizaveta Gerdt(hija de Pável Gerdt), y bailó en el Teatro Bolshói desde 1926 hasta 1950. En 1929, fue ascendida a primera bailarina del ballet Bolshói y ocupó este cargo durante 25 años. En 1933, ella y su hermano Asaf Messerer se convirtieron en los primeros bailarines soviéticos en recorrer Europa occidental. También practicó la natación toda su vida y ostentó entre 1927 y 1930 el récord soviético de natación de 100 metros crol.
Después de que su hermana Rachel Messerer-Plisétskaya fuera arrestada en la Gran Purga, Sulamith adoptó legalmente a la hija de Rachel, Maya Plisétskaya, a quien entrenó para convertirla en una de las mejores bailarinas de la historia. Desde 1950 hasta 1980, también participó activamente como maestra de ballet y profesora en el Bolshói. Su hermano se hizo cargo de su sobrino y hermano menor de Maya, Aleksandr Plisetski. Desde 1961, pasó mucho tiempo en Tokio, donde aprendió japonés y jugó un papel decisivo en el establecimiento del Ballet de Tokio. También era tía del artista de teatro Borís Messerer a través de su hermano Asaf.
En 1978 y 1979, enseñó a numerosos estudiantes en el Conservatorio Estatal de Ankara (ahora parte de la Universidad Hacettepe) en Turquía. Su influencia moldeó la vida de muchos bailarines turcos.
En 1980, a la edad de 72 años, desertó a Gran Bretaña, donde continuó trabajando como entrenadora muy solicitada. Sus muchos honores incluyeron el Premio Stalin (1946), el Artista del Pueblo de la RSFSR (1962), la Orden de los Tesoros Sagrados (1996). Es la primera rusa en recibir la Orden del Imperio Británico (2000).